# L'uomo venuto da Chicago
L'uomo venuto da Chicago (Un condé) è un film del 1970, diretto da Yves Boisset.

## Trama
Robert Dassa, gestore di un night-club, viene ucciso dagli uomini del "mandarino", noto trafficante di stupefacenti, perché non vuole vendere droga nel suo locale. Anche la sorella Hélène viene avvertita in modo violento per mettersi in regola con le direttive del boss. Ma lei, insieme a Dan, ex-socio di Robert, è decisa a non cedere ai ricatti. Si occupano delle indagini l'ispettore Barnero e il suo amico e collega Favenin. Durante un'irruzione per arrestare il "mandarino", Barnero viene ucciso. Il fatto sconvolge l'ispettore Favenin che architetta un piano machiavellico per arrestare tutta la banda e vendicare l'amico, anche contro il parere del suo diretto superiore. 